# Dortmunder Mischung
Die Dortmunder Mischung bezeichnet ein Gemisch aus kurzkettigen Kohlenwasserstoffen, das als Kältemittel in Kühlschränken benutzt wurde und Fluorkohlenwasserstoffe (FKW) sowie Fluorchlorkohlenwasserstoffe (FCKW) ersetzt.

## Geschichte
In den 1980er Jahren wurde versucht, die stark ozonschädigenden FCKW durch weniger schädliche Substanzen für die Benutzung als Kältemittel zu ersetzen. Durchgesetzt hatten sich zuerst die chemisch den FCKW ähnelnden FKW. Ohne Chlor versprachen sie eine weit geringere Gefahr der Ozonschichtschädigung, jedoch ist ihr hohes Treibhauspotential inzwischen erkannt. Der Mikrobiologe Harry Rosin befürchtete bereits damals negative Effekte der FKW auf die Biosphäre und versuchte, einen Ersatz aus einer Mischung von kurzkettigen Alkanen zu finden. Dies gelang ihm durch eine Mischung, die im Wesentlichen aus Propan und Butan besteht. Dieses Gemisch wird als „Dortmunder Mischung“ bezeichnet, weil Rosin in Dortmund am Hygiene-Institut tätig war.

## Zusammensetzung
Die genaue Zusammensetzung ist variabel, es können neben den Hauptbestandteilen Propan und Butan auch Isobutan, Pentan, Ethan oder Methan enthalten sein. Die Zusammensetzung wird auch durch die gewünschte Zieltemperatur bestimmt. Propan und Butan sind auch die Hauptbestandteile des Flüssiggases, das als Treibstoff für Ottomotoren und als Brennstoff für Heizungen verwendet wird. Eine standardisierte Dortmunder Mischung ist R-441A (55 % Butan, 36 % Propan, 6 % Isobutan und 3 % Ethen).

## Verwendung
Die Dortmunder Mischung kam das erste Mal in Geräten des sächsischen Herstellers Foron, zuvor VEB DKK
Scharfenstein, 1992 zum Einsatz. Die ersten zehn Geräte wurden für Greenpeace hergestellt. 1993 wurde die Foron Hausgeräte GmbH dafür mit dem Deutschen Umweltpreis ausgezeichnet. Nach der Markteinführung des ersten Kühlschrankes mit dieser Technik durch Foron entwickelten die meisten Kühlschrankhersteller ähnliche Systeme. Heute werden Haushaltskühlschränke, in Europa, überwiegend mit Isobutan betrieben (R-600A).